# Íþrótta- og ungmennafélag Keflavíkur (calcio femminile)
L'Íþrótta- og ungmennafélag Keflavíkur Fótbolti Kvenna, citato più semplicemente come Keflavík, è la squadra di calcio femminile della polisportiva islandese Aðalstjórn Keflavíkur, con sede a Keflavík, cittadina della municipalità di Reykjanesbær, nella regione del Reykjanes.
La squadra è tra quelle ad aver partecipato alla prima edizione del campionato islandese femminile di calcio, l'allora 1. deild kvenna 1972. Iscritta per la stagione 2022 all'Úrvalsdeild kvenna, il livello di vertice del campionato nazionale di categoria, ha partecipato numerose stagioni nel maggiore campionato islandese, tornandovi nel 2021 e riuscendo dopo molti anni a ottenere la salvezza.

## Palmarès
- Campionato islandese femminile di seconda divisione: 2

2018, 2020